# Joseph Wilson Swan
Joseph Wilson Swan (Sunderland; 31 de octubre de 1828-Surrey; 27 de mayo de 1914) fue un físico y químico inglés, famoso por la invención de la lámpara incandescente.

## Biografía

### Primeros años
Swan nació en 1828 en Pallion (Bishopwearmouth, ahora Sunderland), y ahí sirvió como aprendiz de farmacéutico. Después se hizo socio de Mawson's, una firma de fábrica de químicos en Newcastle. Esta compañía existió como Mawson, Swan and Morgan hasta 1973.

### Luz eléctrica
En 1850 empezó a trabajar en una bombilla usando filamento de wolframio de un bulbo de cristal evacuado. Para 1860 fue capaz de demostrar un dispositivo funcional, y obtuvo la patente británica cubriendo un vacío parcial, lámpara incandescente de filamento de carbono. Sin embargo, la falta de un buen vacío y de una fuente eléctrica adecuada resultó en una lámpara ineficiente con un corto tiempo de vida.
Quince años más tarde, en 1875, Swan volvió a considerar el problema de la bombilla con un vacío mejor y un hilo carbonizado como filamento. La característica más significativa de la lámpara mejorada de Swan fue el pequeño oxígeno residual en el tubo de vacío para encender el filamento, esto permitía que el filamento brillara intensamente hasta llegar casi a blanco sin tener fuego. Sin embargo, su filamento tenía baja resistencia, por lo que necesitaba gruesos cables de cobre para alimentarlo.

### Colaboración de Edison
En lo que se considera líneas de investigación independientes, la lámpara eléctrica incandescente de Swan se desarrolló al mismo tiempo que Thomas Edison trabajaba en su lámpara incandescente. El objetivo de Edison en el desarrollo de su lámpara fue para que se usara como parte de un sistema mucho más grande: una lámpara de alta resistencia de larga duración que pudiera conectarse en paralelo para trabajar económicamente con la utilidad de iluminación eléctrica a gran escala que estaba creando. El diseño original de la lámpara de Swan, con su baja resistencia (la lámpara solo podía usarse en serie) y su corta vida útil, no era adecuado para tal aplicación. Las patentes de Swan en Gran Bretaña llevaron, en 1883, a que las dos empresas competidoras se fusionaran para explotar las invenciones de Swan y Edison, con el establecimiento de Edison & Swan United Electric Light Company. Conocida comúnmente como Ediswan, la compañía vendía lámparas hechas con un filamento de celulosa que Swan había inventado en 1881, mientras que Edison Company continuaba usando filamentos de bambú fuera del Reino Unido. 
Edison continuó usando los filamentos de bambú hasta la fusión en 1892 que creó la General Electric, y la compañía se cambió a la celulosa.

### Fotografía
Al trabajar con placas fotográficas mojadas, Swan notó que el calor aumentó la sensibilidad de la emulsión del bromuro de plata. En 1864 patentó un procedimiento de impresión al carbono. Para 1871 había ideado un método de secar las placas mojadas. Ocho años después, en 1879, patentó el papel de bromuro.
En 1882, mientras buscaba un mejor filamento de carbono para su bombilla, Swan patentó un proceso para exprimir la nitrocelulosa a través de los agujeros para formar fibras. La industria textil ha utilizado esté proceso.

### Muerte
Swan fue nombrado caballero en 1904. Ese mismo año fue galardonado con la medalla Hughes, concedida por la Royal Society, por su invención de la lámpara incandescente, y sus otros inventos y mejoras en las aplicaciones prácticas de la electricidad.
Falleció en 1914 en Warlingham, Surrey.